# Paolo Candy
Biografia:
Sin da ragazzo studioso del cielo si è laureato con lode in astronomia all’Università di Bologna e ha poi svolto il servizio militare come Ufficiale Topografo. Dal 1991 esegue foto di oggetti celesti, e nel 1992 ha vinto il concorso internazionale di astrofotografia patrocinato dalla Cambdridge University Press.
Successivamente consegue l’Achievement Certificate in meteorologia, presso il Precision Weather Institute in USA; ottiene l’abilitazione per l’insegnamento in matematica e fisica e il diploma di perfezionamento in “Metodi della Valutazione Scolastica” con Vertecchi. 
Insegna per circa 32 anni.
Ha al suo attivo decine di foto ed articoli astronomici e meteorologici pubblicati su riviste, enciclopedie e libri italiani ed esteri. È stato il primo italiano a fotografare nitidamente il cromatismo del leggendario “Raggio Verde”, che ha donato personalmente al Presidente della Repubblica nel 1994.
Come “artista” ha ideato e realizzato quattro mostre personali itineranti composte di più di 300 quadri-astrofotografici e digitali anche con immagini tridimensionali, per oltre 100.000 visitatori.
Contribuisce alla stesura dello spettacolo teatrale internazionale La coperta del mondo (2004 e DVD 2006) del Gen Verde (complesso internazionale con tour in tutto il mondo) con le sue immagini di stelle ad alta risoluzione.
-In qualità di “esperto di fenomeni del cielo” ha collaborato con vari programmi televisivi tra cui: Superquark, La Macchina del Tempo e Top Secret. Nel Marzo 1997 le sue foto della cometa Hale-Bopp vengono trasmesse dalla CNN dopo essere state pubblicate sulla copertina del sito ufficiale della NASA.
-“Divulgatore di astronomia” svolge conferenze ed osservazioni astronomiche pubbliche strumentali, ricevendo vari premi e riconoscimenti, tra cui la “cittadinanza onoraria” del Comune di Soriano nel Cimino.
-In qualità di “ricercatore”, G.H. Jones e J. C. Brandt del JPL-USA pubblicano un lavoro su Geophysical Research Letters, 2004, che si avvale in particolare della fotografia e dei dati sulla cometa Ikeya-Zhang ritratta dai Cimini. Dal 13 al 17 Giugno 2004 è stato invitato come unico italiano in Germania, presso il Physikzentrum in Bad Honnef per l’8th International Meeting on Meteorological Optics. Un onore ed un riconoscimento internazionale che dimostra la valenza degli studi intrapresi, e che sottolinea l’unicità dell’opera scientifica e divulgativa svolta in Italia.
-Come “inventore”, nel 2006 ottiene l’attestato di brevetto per invenzione industriale dal Ministero delle Attività Produttive: Fotografia in tricromia e quadricromia infrarossa denominato “Candy System”.
È su APOD (Astronomy Picture of the Day - NASA) con le immagini della cometa SWAN del 25 Ottobre 2006, e della cometa LULIN del 2 Febbraio 2009, referato dagli astrofisici R. Nemiroff (MTU) & J. Bonnell (USRA).Il 6 Novembre 2007 “battezza” la cometa Holmes: “the Jellyfish Comet”. Questo riconoscimento viene pubblicato sul sito spaceweather.com assieme alla foto che farà il giro del mondo per l’evidenza delle code di ioni oltre che per la nitidezza dei dettagli.
-È “scrittore”, autore di 5 libri: Le Meraviglie del Cielo (1997 1° Ed. - 1998 2° Ed.); Manuale di Astrofotografia (2002); Il Cielo Stellato Patrimonio dell’Umanità (2002); Atlante delle Costellazioni-Atlas of the Constellations (2004 bilingue); Atlante delle Meraviglie del Cielo (2009).
-Svolge attività di “libero professionista” come astronomo direttore e proprietario dell' Osservatorio Astronomico dei Cimini. Nel 1999 progetta e realizza il Ci.A.O. Cimini Astronomical Observatory®, attrezzato con un telescopio Ritchey-Chrétien da 500 mm ed un rifrattore Super-Apo da 203 mm per circa 1500 kg di peso in cupola da 4,5 metri. Nel 2003 accanto al Ci.A.O. realizza anche un planetario da 60 posti in poltrona con proiettore da oltre 3.500 stelle sotto una cupola da 8 metri. Il Planetario completo è stato ceduto all’ O.A.G (Osservatorio Astronomico di Genova) nel 2021.
Nel 2008 la Regione Lazio in riferimento alla L.R. 23/2000 assegna al Ci.A.O. una zona protetta di 20 km di raggio per la tutela delle emissioni luminose notturne, riconoscendone la validità scientifico-divulgativa.
1. ↑  (EN) Geraint H. Jones e John C. Brandt, The interaction of comet 153P/Ikeya-Zhang with interplanetary coronal mass ejections: Identification of fast ICME signatures, in Geophysical Research Letters, vol. 31, n. 20, 2004, DOI:10.1029/2004GL021166. URL consultato il 19 agosto 2025.
2. ↑   APOD: 2006 October 28 - Comet SWAN Outburst, su apod.nasa.gov. URL consultato il 19 agosto 2025.
3. ↑   Atlante delle Meraviglie del Cielo: ISBN 88-87155-28-3.
4. ↑   Ci.A.O. Cimini Astronomical Observatory - Osservatorio Astronomico dei Monti Cimini, su sites.google.com. URL consultato il 19 agosto 2025.
5. ↑   Consiglio Regionale del Lazio - leggi regionali (testo coordinato) - legge num. 23 del 13 aprile 2000, su www.consiglio.regione.lazio.it. URL consultato il 19 agosto 2025.